# 眼鏡橋停留場
眼鏡橋停留場（日语：／ Meganebashi teiryūjō */?），又稱眼鏡橋電車站，是位於長崎縣長崎市榮町，長崎電氣軌道螢茶屋支線的電車站。車站編號為37。

## 歷史

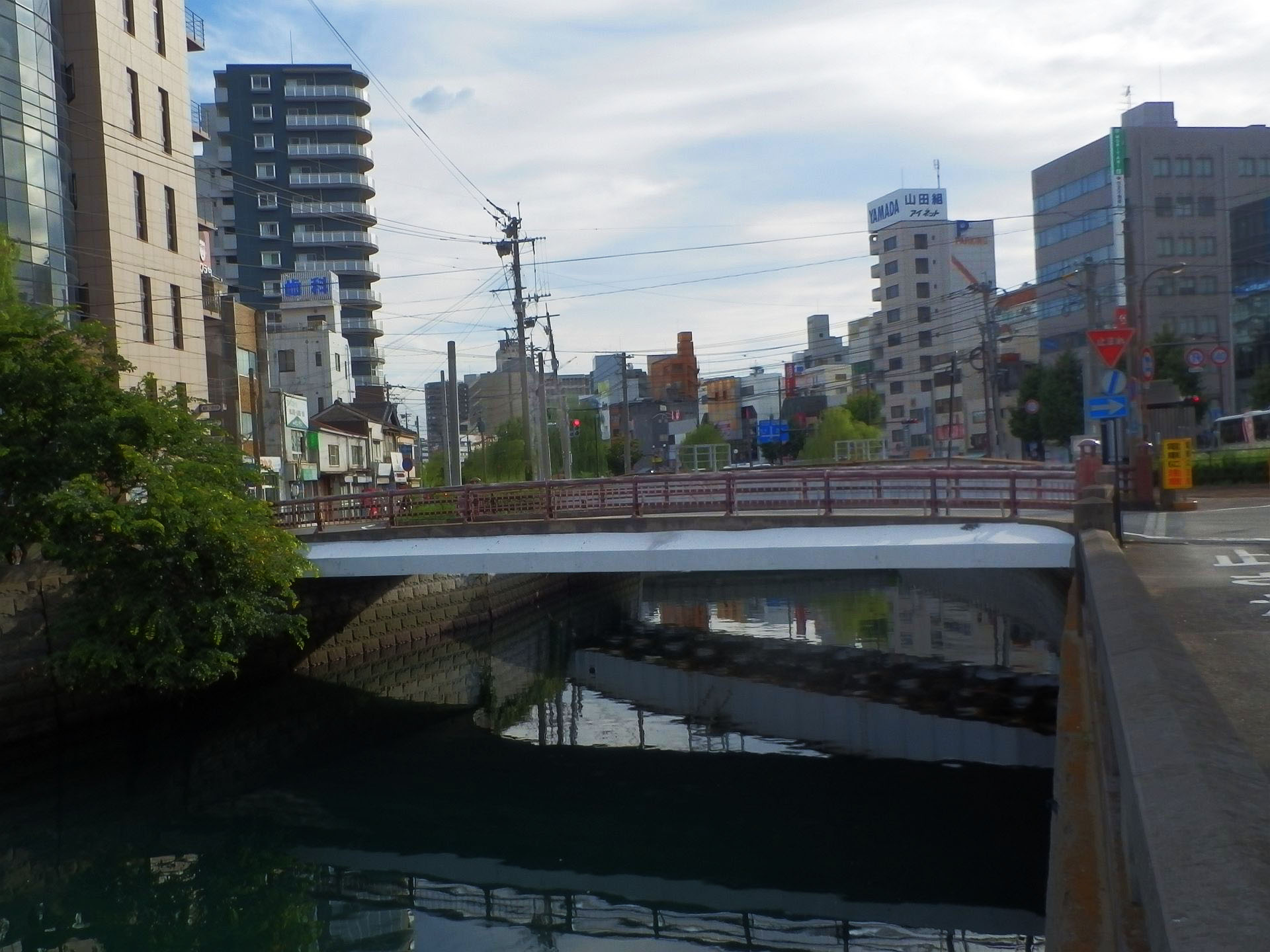
越過中島川的賑橋

此電車站在1920年（大正9年）啟用。與長崎電軌第三期線築町至古町（廢止）之間開通屬同一日。電車站啟用時的名稱為賑橋停留場（日语：／）。「賑橋」是越過中島川的橋樑之一。螢茶屋支線越過中島川的軌道是專用路段（中島川橋樑）。
在2018年（平成30年），築町停留場改名為眼鏡橋停留場，這是為了方便乘客前往沿線的觀光地點而改名。

### 年表
- 1920年（大正9年）12月25日 - 賑橋停留場啟用[2]。
- 1954年（昭和29年）4月30日 - 向公會堂前一方遷移[2][10]。
- 2000年（平成12年）2月 - 正覺寺下、石橋方向月台擴寬延長[11]。
- 2006年（平成18年）3月 - 螢茶屋方向月台進行裝修[11]。
- 2018年（平成30年）8月1日 - 電車站改名為眼鏡橋停留場[8][9]。

## 電車站構造
電車站是建造在共用行車道上，設有2面2線的低地台相對式月台。東邊為崇福寺、石橋方向月台，西邊為螢茶屋方向月台。

### 運行系統
此電車站是螢茶屋支線電車站之一。當中2、4、5系統駛入此站。

## 使用狀況
根據「長崎電軌」的調査，以下為1日的上下車人次資料。
- 1998年 - 1,715人[1]
- 2015年 - 900人[12]

## 電車站周邊

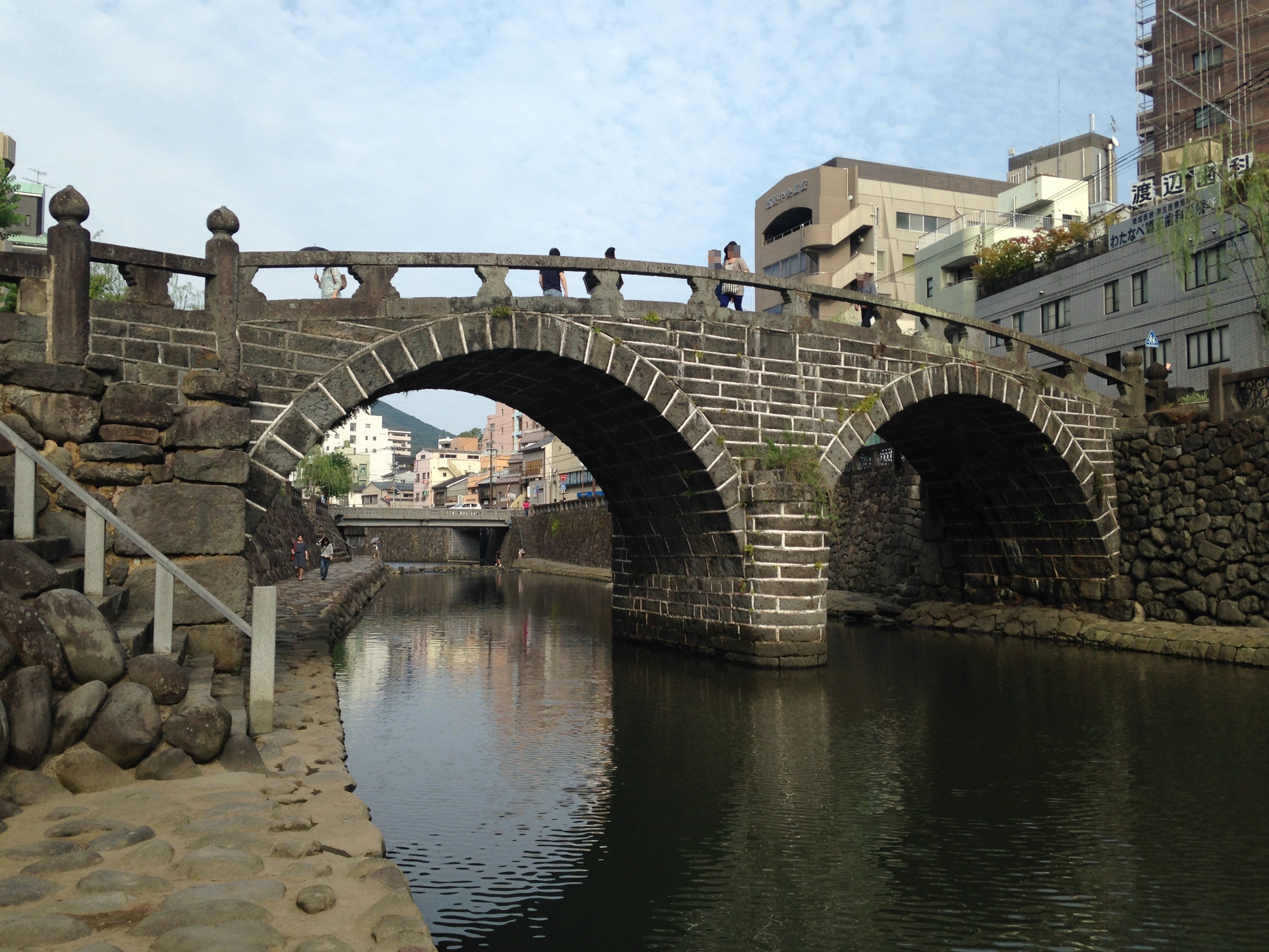
眼鏡橋

此電車站最接近眼鏡橋，因此有許多觀光客使用此電車站。周邊建設了許多辦公大樓。
在2003年（平成15年），鄰近此站的長崎電軌賑町變電站啟用，取代了老化的出島變電站，新變電站建築物外觀設計是磚造教堂風。
- 十八親和銀行（日语：十八親和銀行）長崎營業部
- 長崎銀行（日语：長崎銀行）總店
- FM長崎（日语：エフエム長崎）總部
- 晧台寺（日语：晧台寺）
- 長崎女子商業高等學校（日语：長崎女子商業高等学校）
- 匠寛堂（日语：匠寛堂）

## 相鄰電車站
長崎電氣軌道
螢茶屋支線（□2號系統、■4號系統、■5號系統）
濱町商店街（36）－眼鏡橋（37）－市役所（38）
- 在1954年（昭和29年）前，此電車站與市民會館停留場之間曾經設有酒屋町停留場。

## 注腳
1. 1 2 3 4  田栗 & 宮川 2000，第73頁.
2. 1 2 3 4  今尾 2009，第57頁.
3. ↑  100年史，第129頁.
4. ↑  田栗 2005，第81頁.
5. 1 2 3  100年史，第130頁.
6. 1 2 3  川島 2013，第48頁.
7. ↑  川島 2007，第122頁.
8. 1 2  . 長崎電気軌道. 2018-03-30  [2018-04-04]. （原始内容存档于2018-03-30） （日语）.
9. 1 2  浅野孝仁. . 毎日新聞（地方版・長崎） (毎日新聞西部本社). 2018-07-31: 23 （日语）.
10. ↑  100年史，第128頁.
11. 1 2 3  100年史，第121頁.
12. ↑  100年史，第125頁.
13. ↑  100年史，第110頁.
14. ↑  田栗 2005，第147頁.
15. ↑  今尾 2009，第58頁.
16. ↑  100年史，第126頁.